# Plaskmatt
Den här artikeln använder algebraisk schacknotation för att beskriva schackdragen.
|   | a | b | c | d | e | f | g | h |   |
| 8 | e8 vit torn · g8 svart kung · f7 svart bonde · g7 svart bonde · h7 svart bonde · g3 svart drottning · h3 vit bonde · g2 vit bonde · g1 vit springare · h1 vit kung | e8 vit torn · g8 svart kung · f7 svart bonde · g7 svart bonde · h7 svart bonde · g3 svart drottning · h3 vit bonde · g2 vit bonde · g1 vit springare · h1 vit kung | e8 vit torn · g8 svart kung · f7 svart bonde · g7 svart bonde · h7 svart bonde · g3 svart drottning · h3 vit bonde · g2 vit bonde · g1 vit springare · h1 vit kung | e8 vit torn · g8 svart kung · f7 svart bonde · g7 svart bonde · h7 svart bonde · g3 svart drottning · h3 vit bonde · g2 vit bonde · g1 vit springare · h1 vit kung | e8 vit torn · g8 svart kung · f7 svart bonde · g7 svart bonde · h7 svart bonde · g3 svart drottning · h3 vit bonde · g2 vit bonde · g1 vit springare · h1 vit kung | e8 vit torn · g8 svart kung · f7 svart bonde · g7 svart bonde · h7 svart bonde · g3 svart drottning · h3 vit bonde · g2 vit bonde · g1 vit springare · h1 vit kung | e8 vit torn · g8 svart kung · f7 svart bonde · g7 svart bonde · h7 svart bonde · g3 svart drottning · h3 vit bonde · g2 vit bonde · g1 vit springare · h1 vit kung | e8 vit torn · g8 svart kung · f7 svart bonde · g7 svart bonde · h7 svart bonde · g3 svart drottning · h3 vit bonde · g2 vit bonde · g1 vit springare · h1 vit kung | 8 |
| 7 | e8 vit torn · g8 svart kung · f7 svart bonde · g7 svart bonde · h7 svart bonde · g3 svart drottning · h3 vit bonde · g2 vit bonde · g1 vit springare · h1 vit kung | e8 vit torn · g8 svart kung · f7 svart bonde · g7 svart bonde · h7 svart bonde · g3 svart drottning · h3 vit bonde · g2 vit bonde · g1 vit springare · h1 vit kung | e8 vit torn · g8 svart kung · f7 svart bonde · g7 svart bonde · h7 svart bonde · g3 svart drottning · h3 vit bonde · g2 vit bonde · g1 vit springare · h1 vit kung | e8 vit torn · g8 svart kung · f7 svart bonde · g7 svart bonde · h7 svart bonde · g3 svart drottning · h3 vit bonde · g2 vit bonde · g1 vit springare · h1 vit kung | e8 vit torn · g8 svart kung · f7 svart bonde · g7 svart bonde · h7 svart bonde · g3 svart drottning · h3 vit bonde · g2 vit bonde · g1 vit springare · h1 vit kung | e8 vit torn · g8 svart kung · f7 svart bonde · g7 svart bonde · h7 svart bonde · g3 svart drottning · h3 vit bonde · g2 vit bonde · g1 vit springare · h1 vit kung | e8 vit torn · g8 svart kung · f7 svart bonde · g7 svart bonde · h7 svart bonde · g3 svart drottning · h3 vit bonde · g2 vit bonde · g1 vit springare · h1 vit kung | e8 vit torn · g8 svart kung · f7 svart bonde · g7 svart bonde · h7 svart bonde · g3 svart drottning · h3 vit bonde · g2 vit bonde · g1 vit springare · h1 vit kung | 7 |
| 6 | e8 vit torn · g8 svart kung · f7 svart bonde · g7 svart bonde · h7 svart bonde · g3 svart drottning · h3 vit bonde · g2 vit bonde · g1 vit springare · h1 vit kung | e8 vit torn · g8 svart kung · f7 svart bonde · g7 svart bonde · h7 svart bonde · g3 svart drottning · h3 vit bonde · g2 vit bonde · g1 vit springare · h1 vit kung | e8 vit torn · g8 svart kung · f7 svart bonde · g7 svart bonde · h7 svart bonde · g3 svart drottning · h3 vit bonde · g2 vit bonde · g1 vit springare · h1 vit kung | e8 vit torn · g8 svart kung · f7 svart bonde · g7 svart bonde · h7 svart bonde · g3 svart drottning · h3 vit bonde · g2 vit bonde · g1 vit springare · h1 vit kung | e8 vit torn · g8 svart kung · f7 svart bonde · g7 svart bonde · h7 svart bonde · g3 svart drottning · h3 vit bonde · g2 vit bonde · g1 vit springare · h1 vit kung | e8 vit torn · g8 svart kung · f7 svart bonde · g7 svart bonde · h7 svart bonde · g3 svart drottning · h3 vit bonde · g2 vit bonde · g1 vit springare · h1 vit kung | e8 vit torn · g8 svart kung · f7 svart bonde · g7 svart bonde · h7 svart bonde · g3 svart drottning · h3 vit bonde · g2 vit bonde · g1 vit springare · h1 vit kung | e8 vit torn · g8 svart kung · f7 svart bonde · g7 svart bonde · h7 svart bonde · g3 svart drottning · h3 vit bonde · g2 vit bonde · g1 vit springare · h1 vit kung | 6 |
| 5 | e8 vit torn · g8 svart kung · f7 svart bonde · g7 svart bonde · h7 svart bonde · g3 svart drottning · h3 vit bonde · g2 vit bonde · g1 vit springare · h1 vit kung | e8 vit torn · g8 svart kung · f7 svart bonde · g7 svart bonde · h7 svart bonde · g3 svart drottning · h3 vit bonde · g2 vit bonde · g1 vit springare · h1 vit kung | e8 vit torn · g8 svart kung · f7 svart bonde · g7 svart bonde · h7 svart bonde · g3 svart drottning · h3 vit bonde · g2 vit bonde · g1 vit springare · h1 vit kung | e8 vit torn · g8 svart kung · f7 svart bonde · g7 svart bonde · h7 svart bonde · g3 svart drottning · h3 vit bonde · g2 vit bonde · g1 vit springare · h1 vit kung | e8 vit torn · g8 svart kung · f7 svart bonde · g7 svart bonde · h7 svart bonde · g3 svart drottning · h3 vit bonde · g2 vit bonde · g1 vit springare · h1 vit kung | e8 vit torn · g8 svart kung · f7 svart bonde · g7 svart bonde · h7 svart bonde · g3 svart drottning · h3 vit bonde · g2 vit bonde · g1 vit springare · h1 vit kung | e8 vit torn · g8 svart kung · f7 svart bonde · g7 svart bonde · h7 svart bonde · g3 svart drottning · h3 vit bonde · g2 vit bonde · g1 vit springare · h1 vit kung | e8 vit torn · g8 svart kung · f7 svart bonde · g7 svart bonde · h7 svart bonde · g3 svart drottning · h3 vit bonde · g2 vit bonde · g1 vit springare · h1 vit kung | 5 |
| 4 | e8 vit torn · g8 svart kung · f7 svart bonde · g7 svart bonde · h7 svart bonde · g3 svart drottning · h3 vit bonde · g2 vit bonde · g1 vit springare · h1 vit kung | e8 vit torn · g8 svart kung · f7 svart bonde · g7 svart bonde · h7 svart bonde · g3 svart drottning · h3 vit bonde · g2 vit bonde · g1 vit springare · h1 vit kung | e8 vit torn · g8 svart kung · f7 svart bonde · g7 svart bonde · h7 svart bonde · g3 svart drottning · h3 vit bonde · g2 vit bonde · g1 vit springare · h1 vit kung | e8 vit torn · g8 svart kung · f7 svart bonde · g7 svart bonde · h7 svart bonde · g3 svart drottning · h3 vit bonde · g2 vit bonde · g1 vit springare · h1 vit kung | e8 vit torn · g8 svart kung · f7 svart bonde · g7 svart bonde · h7 svart bonde · g3 svart drottning · h3 vit bonde · g2 vit bonde · g1 vit springare · h1 vit kung | e8 vit torn · g8 svart kung · f7 svart bonde · g7 svart bonde · h7 svart bonde · g3 svart drottning · h3 vit bonde · g2 vit bonde · g1 vit springare · h1 vit kung | e8 vit torn · g8 svart kung · f7 svart bonde · g7 svart bonde · h7 svart bonde · g3 svart drottning · h3 vit bonde · g2 vit bonde · g1 vit springare · h1 vit kung | e8 vit torn · g8 svart kung · f7 svart bonde · g7 svart bonde · h7 svart bonde · g3 svart drottning · h3 vit bonde · g2 vit bonde · g1 vit springare · h1 vit kung | 4 |
| 3 | e8 vit torn · g8 svart kung · f7 svart bonde · g7 svart bonde · h7 svart bonde · g3 svart drottning · h3 vit bonde · g2 vit bonde · g1 vit springare · h1 vit kung | e8 vit torn · g8 svart kung · f7 svart bonde · g7 svart bonde · h7 svart bonde · g3 svart drottning · h3 vit bonde · g2 vit bonde · g1 vit springare · h1 vit kung | e8 vit torn · g8 svart kung · f7 svart bonde · g7 svart bonde · h7 svart bonde · g3 svart drottning · h3 vit bonde · g2 vit bonde · g1 vit springare · h1 vit kung | e8 vit torn · g8 svart kung · f7 svart bonde · g7 svart bonde · h7 svart bonde · g3 svart drottning · h3 vit bonde · g2 vit bonde · g1 vit springare · h1 vit kung | e8 vit torn · g8 svart kung · f7 svart bonde · g7 svart bonde · h7 svart bonde · g3 svart drottning · h3 vit bonde · g2 vit bonde · g1 vit springare · h1 vit kung | e8 vit torn · g8 svart kung · f7 svart bonde · g7 svart bonde · h7 svart bonde · g3 svart drottning · h3 vit bonde · g2 vit bonde · g1 vit springare · h1 vit kung | e8 vit torn · g8 svart kung · f7 svart bonde · g7 svart bonde · h7 svart bonde · g3 svart drottning · h3 vit bonde · g2 vit bonde · g1 vit springare · h1 vit kung | e8 vit torn · g8 svart kung · f7 svart bonde · g7 svart bonde · h7 svart bonde · g3 svart drottning · h3 vit bonde · g2 vit bonde · g1 vit springare · h1 vit kung | 3 |
| 2 | e8 vit torn · g8 svart kung · f7 svart bonde · g7 svart bonde · h7 svart bonde · g3 svart drottning · h3 vit bonde · g2 vit bonde · g1 vit springare · h1 vit kung | e8 vit torn · g8 svart kung · f7 svart bonde · g7 svart bonde · h7 svart bonde · g3 svart drottning · h3 vit bonde · g2 vit bonde · g1 vit springare · h1 vit kung | e8 vit torn · g8 svart kung · f7 svart bonde · g7 svart bonde · h7 svart bonde · g3 svart drottning · h3 vit bonde · g2 vit bonde · g1 vit springare · h1 vit kung | e8 vit torn · g8 svart kung · f7 svart bonde · g7 svart bonde · h7 svart bonde · g3 svart drottning · h3 vit bonde · g2 vit bonde · g1 vit springare · h1 vit kung | e8 vit torn · g8 svart kung · f7 svart bonde · g7 svart bonde · h7 svart bonde · g3 svart drottning · h3 vit bonde · g2 vit bonde · g1 vit springare · h1 vit kung | e8 vit torn · g8 svart kung · f7 svart bonde · g7 svart bonde · h7 svart bonde · g3 svart drottning · h3 vit bonde · g2 vit bonde · g1 vit springare · h1 vit kung | e8 vit torn · g8 svart kung · f7 svart bonde · g7 svart bonde · h7 svart bonde · g3 svart drottning · h3 vit bonde · g2 vit bonde · g1 vit springare · h1 vit kung | e8 vit torn · g8 svart kung · f7 svart bonde · g7 svart bonde · h7 svart bonde · g3 svart drottning · h3 vit bonde · g2 vit bonde · g1 vit springare · h1 vit kung | 2 |
| 1 | e8 vit torn · g8 svart kung · f7 svart bonde · g7 svart bonde · h7 svart bonde · g3 svart drottning · h3 vit bonde · g2 vit bonde · g1 vit springare · h1 vit kung | e8 vit torn · g8 svart kung · f7 svart bonde · g7 svart bonde · h7 svart bonde · g3 svart drottning · h3 vit bonde · g2 vit bonde · g1 vit springare · h1 vit kung | e8 vit torn · g8 svart kung · f7 svart bonde · g7 svart bonde · h7 svart bonde · g3 svart drottning · h3 vit bonde · g2 vit bonde · g1 vit springare · h1 vit kung | e8 vit torn · g8 svart kung · f7 svart bonde · g7 svart bonde · h7 svart bonde · g3 svart drottning · h3 vit bonde · g2 vit bonde · g1 vit springare · h1 vit kung | e8 vit torn · g8 svart kung · f7 svart bonde · g7 svart bonde · h7 svart bonde · g3 svart drottning · h3 vit bonde · g2 vit bonde · g1 vit springare · h1 vit kung | e8 vit torn · g8 svart kung · f7 svart bonde · g7 svart bonde · h7 svart bonde · g3 svart drottning · h3 vit bonde · g2 vit bonde · g1 vit springare · h1 vit kung | e8 vit torn · g8 svart kung · f7 svart bonde · g7 svart bonde · h7 svart bonde · g3 svart drottning · h3 vit bonde · g2 vit bonde · g1 vit springare · h1 vit kung | e8 vit torn · g8 svart kung · f7 svart bonde · g7 svart bonde · h7 svart bonde · g3 svart drottning · h3 vit bonde · g2 vit bonde · g1 vit springare · h1 vit kung | 1 |
|   | a | b | c | d | e | f | g | h |   |

I schack är plaskmatt en schackmatt av en tung pjäs (en dam eller ett torn) på den första eller sista raden.